# 富士テクノホールディングス
株式会社富士テクノホールディングス（ふじテクノホールディングス）は、神奈川県厚木市に本社を置く3DCADによる自動車、機械、電気等の設計、解析の受託開発を行う持ち株会社。

## 沿革
- 1976年1月 - 有限会社富士商会設立。
- 1985年8月 - 有限会社富士テクノサービスに社名変更。
- 1991年2月 - 株式会社富士テクノサービスに組織変更。
- 2002年3月 - 富士通パートナー企業に認定。
- 2002年8月 - NACAPS Co.,Ltd.（タイ・バンコク）資本参加。
- 2002年10月4日 - 日本証券業協会グリーンシート市場エマージング銘柄登録。
- 2005年2月 - 株式会社富士エクセロンを吸収合併。
- 2006年11月 - 株式会社富士テクノソリューションズに社名変更。
- 2009年5月 - 横浜市へ本社移転。
- 2013年7月 - 厚木市へ本社移転。
- 2017年9月 - 株式会社富士テクノソリューションズが東京証券取引所TOKYO PRO Marketへ上場。
- 2021年10月 - 株式会社富士テクノソリューションズが株式移転により、持株会社　株式会社富士テクノホールディングスを設立。株式会社富士テクノホールディングスが東京証券取引所TOKYO PRO Market上場。

## 事業所
| 事業所名     | 住所                                                   |
| ------------ | ------------------------------------------------------ |
| 本社         | 神奈川県厚木市中町4-10-8 厚木アザレアビル3F            |
| 名古屋事業所 | 愛知県名古屋市中区錦1-13-26 名古屋伏見スクエアビル6F   |
| 大阪事業所   | 大阪府大阪市西区靭本町1-4-2 プライム本町ビルディング5F |

## 主な加入団体
- 一般社団法人神奈川県情報サービス産業協会
- 神奈川県情報サービス産業健康保険組合
- 産業技術短期大学校　職業能力開発推進協議会
- 神奈川県立東部総合職業技術校 神奈川県東部職業能力開発推進協議会
- 神奈川県立西部総合職業技術校 神奈川県西部職業能力開発推進協議会
- 厚木商工会議所
- ATSUMO（あつぎものづくりブランドプロジェクト）
- 産業人クラブ（神奈川・名古屋）
- 東京設計管理研究会

## 関連企業
- 株式会社富士テクノソリューションズ（神奈川県厚木市）
- 株式会社エフティ・ファインテックプロダクト（神奈川県厚木市）
- 株式会社横芝（東京都千代田区）
- 株式会社富士ミライ（神奈川県厚木市）
- 中日本技研株式会社（愛知県名古屋市）